# Гонконзький політехнічний університет
Гонконзький політехнічний університет (англ. The Hong Kong Polytechnic University, кит.: 香港理工大學) — громадський дослідницький університет у Гонконзі, в районі Хунхам на півострові Коулун, один із фінансованих державою вищих навчальних закладів із правом присуджувати вчені ступені. Входить до п'ятірки провідних університетів Гонконгу. 
Складається з 8 факультетів та інститутів (відділень), які пропонують навчальні програми в галузі прикладних наук, підприємництва, будівництва, охорони довкілля, інженерії, суспільних наук, охорони здоров'я, гуманітарних наук, дизайну, управління індустрією готельного господарства та туризму. 
Університет щорічно пропонує 220 програм різного рівня від бакалаврату до післядипломної освіти чи аспірантури для понад 32 000 студентів. Це найбільший за кількістю студентів виш, що фінансується Комітетом з розподілу субсидій університетам Гонконгу. Станом на 2019 р., університет посідає 19-те місце в Азії за світовим рейтингом університетів журналу «Times Higher Education», 8-ме — серед молодих університетів і 91-ше — за міжнародним рейтингом QS.

## Історія
Заснований 1937 року в окрузі Ваньчай як перший фінансований владою технічний навчальний заклад Гонконгу. Після Другої світової війни перейменований на Гонконзький технічний коледж, який 1957 р. відкрився в новому кампусі, розташованому в районі Хунхам (округ Коулун-Сіті). 1972 р. дістав назву «Гонконзька політехніка» (англ. The Hong Kong Polytechnic). 1994 р. пройшов повну акредитацію на статус університету, після чого змінив назву на теперішню..
2013 р. університет приймав учасників чергової Вікіманії. У листопаді 2019 р. під час масштабних протестів проти законопроєкту про екстрадицію кампус політехнічного університету став одним із головних осередків опозиційно налаштованих студентів і антипекінських активістів. 

## Структура

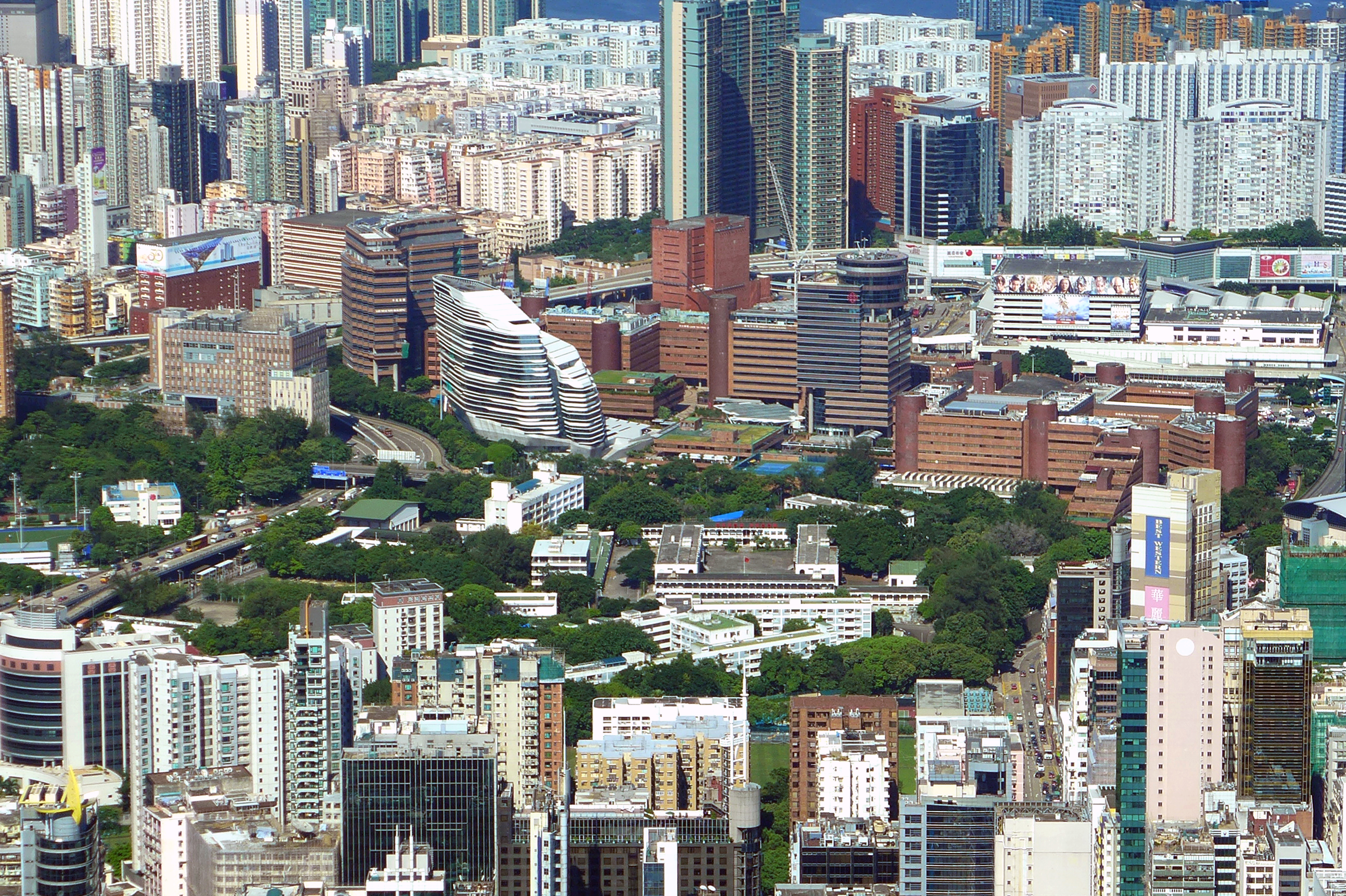
Кампус у Хунхамі, вигляд з заходу

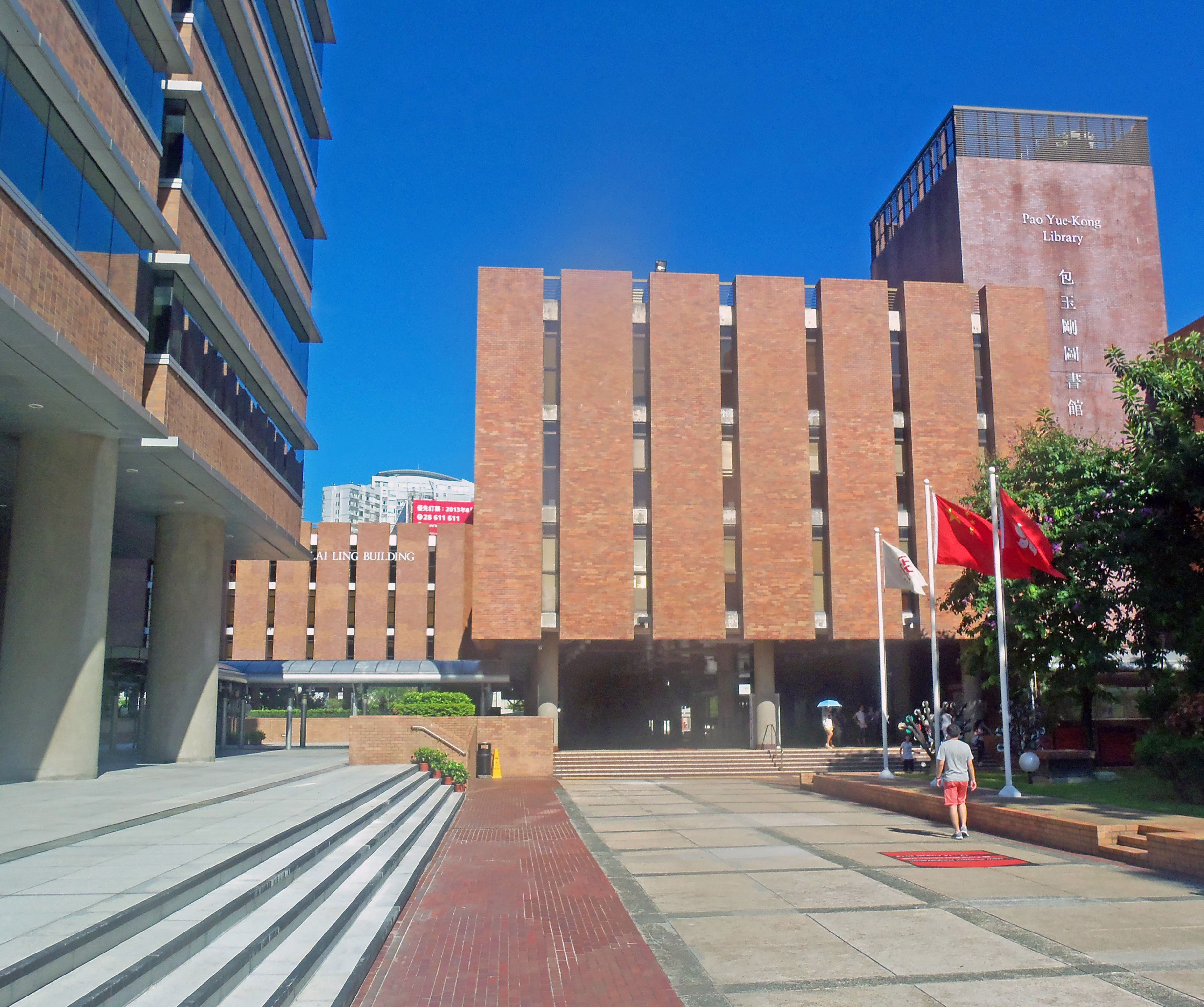
Бібліотека Пао Юе-Кун

- Факультет прикладної науки і текстилю (відділення прикладної біології і хімічних технологій, прикладної математики, прикладної фізики[18], інститут текстилю та одягу)
- Факультет бізнесу (інститут бухгалтерського обліку і фінансів, відділення логістики і морських наук, відділення менеджменту і маркетингу)
- Факультет будівництва і довкілля (відділення будівництва та нерухомості, відділення інженерних комунікацій, відділення цивільного будівництва і охорони довкілля, відділення землевпорядкування і геоінформатики)
- Інженерний факультет (відділення біомедичної інженерії, комп'ютерної техніки, електротехнічне, електронної та інформаційної техніки, промислової та системної інженерії, машинобудування, міжгалузевий відділ літакобудування та інженерно-авіаційного забезпечення)
- Факультет охорони здоров'я та суспільних наук (відділення прикладних суспільних наук, медичних технологій та інформатики, реабілітаційних наук, медсестринський та оптометричний інститути)
- Гуманітарний факультет (відділення китаєзнавства і двомовних досліджень, відділення китайської культури, відділення англійської мови, центр китайської мови, гонконзький інститут ім. Конфуція, центр англійської мови, загальноосвітній центр[19])
- Інститут дизайну
- Інститут управління готельним господарством і туризмом
- Коледж професійної та безперервної освіти (Гонконзький муніципальний коледж, інститут професійної освіти і підвищення кваліфікації керівних кадрів)

Університет має спортивні команди з легкої атлетики, футболу, бадмінтону, сквошу, тенісу, настільного тенісу, баскетболу, гандболу, волейболу, фехтування, карате, тхеквондо, веслування і плавання.

## Наукові дослідження
З метою сприяння та заохочення спеціалізованих досліджень в університеті створено різні дослідницькі центри. Кожен факультет чи відділення мають власні центри, а інститути досліджень державної політики та сталого міського розвитку працюють при Комітеті з особливих досягнень. З допомогою «Boeing» університет заснував дослідницький центр авіаційних служб. Тут також розміщується Гонконзький науково-дослідний інститут текстилю та одягу.

## Відомі випускники
- Лі Цян — політик
- Вонг Карвай — кінорежисер
- Келвін Леунг — винахідник